# Воробйов Олександр Петрович
Олексáндр Петрóвич Воробйов (нар. 14 лютого 1962, Гомель, Білоруська РСР, СРСР — пом. 15 січня 2021, Москва, Росія) — радянський і російський актор театру і кіно. Заслужений артист РФ (2000).

## Біографія
Олександр Воробйов народився 14 лютого 1962 року в Гомелі. У 1979 році вступив до ГІТіСу на курс Йосипа Туманова, який закінчив у 1983 році. Після закінчення інституту був призваний на службу до лав радянської армії. Демобілізувавшись, довгий час залишався без роботи. У 1986 році був запрошений до Московського обласного театру драми, де пропрацював півтора сезони. Потім знову настав період безробіття: підробляв двірником, фотографом, вантажником, будівельником. У 1988 році брав участь у показах для акторів в театрі Олега Табакова, які успішно пройшов; з 1 січня 1989 року був його актором. Багато знімався в кіно, працював на телебаченні.
Помер в Москві на 59-му році життя 15 січня 2021 року в результаті тривалої хвороби. Прощання з актором пройшло 18 січня в Театрі Олега Табакова. Похований на Ніколо-Архангельському кладовищі.

## Творчість

### Ролі в театрі
- «Матроська тиша» Олександра Галича —  Одинцов ;
- «Зірковий час за місцевим часом» Г. Миколаєва —  Василич ;
- «Любов як мілітаризм» Петра Гладіліна —  Костянтин Сергійович ;
- «Псих» Олександра Мінчіна —  Санітар № 1 ;
- «Старий квартал» Теннессі Вільямса —  Поліцейський ;
- «Коли я вмирала» Вільяма Фолкнера —  Армстід ;
- «Біг» Михайла Булгакова —  Начальник станції ;
- «Затоварена бочкотара» Василя Аксьонова —  Бородкін-старший ;
- «Дах» Олександра Галіна —  Чмутін ;
- «Визнання авантюриста Фелікса Круля» Томаса Манна —  Ісаак Штюрцлі ;
- «Пристрасті по Бумбараш» Юлія Кіма —  Василь Іванович ;
- «Два ангела, чотири людини» Віктора Шендеровича —  Пашкін ;
- «Лицедій» Томаса Бернхарда —  Шинкар ;
- «Розповідь про сім повішених» Л. Андрєєва —  Янсон ;
- «Пригода, складене за поемою Миколи Гоголя „Мертві душі“»-  Губернатор ;
- «Розповідь про щасливе Москві» Андрія Платонова —  Позавійськовик Комягін ;
- «Батьки і діти» Івана Тургенєва —  Базаров ;
- «Божевільний день, або Одруження Фігаро» П'єра Бомарше —  Антоніо.

### Фільмографія
1. 2020 — Утриманки (2-й сезон) —  Сергій, особистий водій Ігоря Долгачова
2. 2019 — Незакінчений бій —  Сергій Іванович Ануфрієв, воєнком
3. 2019 — Утриманки (1-й сезон) —  Сергій, особистий водій Ігоря Долгачёва
4. 2019 — Завод[6] —  Пиж
5. 2019 — Переможці —  Андрій Сергійович Старцев, лікар
6. 2018 — Сім пар нечистих —  Вольський
7. 2014 — Косатка —  Валентин Іванович Кольцов, генерал-майор поліції, начальник УВС м Кострома
8. 2014 — На глибині —  Миронович
9. 2012 — Моя велика сім'я (фільм) —  Петро
10. 2011 — Літо вовків —  Попеленко
11. 2010 — Шериф (фільм) —  батько Кирила
12. 2010 — Учитель в законі. Продовження (фільм) —  Олександр Петрович Житников, приватний детектив
13. 2010 — Тухачевський. Змова маршала (фільм) —  Олександр Єгоров
14. 2010 — Любов під прикриттям —  Сергій Сергійович
15. 2010 — Жіночі мрії про далекі країни (фільм) —  Віталій Іванович, начальник служби безпеки
16. 2009 — Зниклі —  Широков, старшина
17. 2009 — Безмовний свідок-3 (фільм) —  оперативник
18. 2008 — Злочин буде розкрито (фільм) —  Степан Петрович, батько Маші Савицької
19. 2008 — Після життя —  Семен
20. 2008 — Мереживо —  Дмитро Потапов, батько Кирила
21. 2008 — Адмірал —  вартовий
22. 2007 — Полонез Кречинського (фільм) —  Пахомов, двірник
23. 2007 — Ніцше в Росії (фільм) —  Чорт
24. 2007 — На шляху до серця (фільм) —  Храпчук
25. 2007 — Морська душа —  боцман Береговий
26. 2007 — Іронія долі. Продовження —  слюсар
27. 2007 — Інше —  Валентин Петрович Немов, слідчий прокуратури
28. 2007 — Громови —  Леонід Богданович Шелест
29. 2007 — Скажена
30. 2006 — Угон (телесеріал)
31. 2006 — Зачарована дільниця —  Михайло Куропата
32. 2005 — Хіромант —  Потапов, підполковник, командир батальйону
33. 2005 — Єсенін —  Прон
34. 2005 — Аеропорт (телесеріал) —  Єгор Вадимович Ступін, пілот
35. 2004 — Вузький міст
36. 2004 — На розі біля Патріарших — 4 -  Первушин , (в титрах не вказаний)
37. 2004 — Бальзаківський вік, або Всі чоловіки сво… —  клієнт Віри
38. 2003 — Дільниця —  Куропатов Михайло
39. 2003 — Моя рідня —  Чепесюк
40. 2003 — Москва. Центральний округ
41. 2003 — Адвокат —  Федір Кравченко, батько Насті
42. 2002 — Олігарх (фільм) —  член Ради Безпеки
43. 2002 — Каменська 2 —  Нікіфорчук
44. 2001 — Зупинка на вимогу — 2 -  грабіжник
45. 2001 — На розі біля Патріарших — 2 -  Свиридов, справжній власник таксі
46. 2001 — Марш Турецького —  капітан Воробйов
47. 2000 — Далекобійники —  полковник
48. 2000 — 24 години
49. 1991 — Досвід марення любовного зачарування —  Анатолій Іванович санітар
50. 1990 — По 206-й —  Борис Матвійович, слідчий прокуратури
51. 1988 — Мене звуть Арлекіно —  Лисий
52. 1982 — Семеро солдатиків — Середа

## Родина
Доньки: Олександра і Дарія.